# TraLaLa TV
TraLaLa TV este un post pentru copii din România care difuzează desene animate muzicale. Canalul a fost lansat pe 25 octombrie 2021.

## Programe muzicale
- Neața cu TraLaLa
- Un', doi, suntem vioi!
- Grădiniță TraLaLa
- Caruselul muzical

- Ora de engleză
- Zigaloo și prietenii[4]
- TraLaLa mă joc așa
- Dansează hopa - hopa
- Top TraLaLa
- Noapte bună, somn ușor

## Programe muzicale (de LooLoo Kids  TV)
- Good Morning Sunshine
- Jump for Joy
- ABC, 123
- Music Box
- Animal Sounds
- Let's Play Everyday
- Dance And Freeze
- Sweet Dreams